# Schloss Greifenstein (Kärnten)

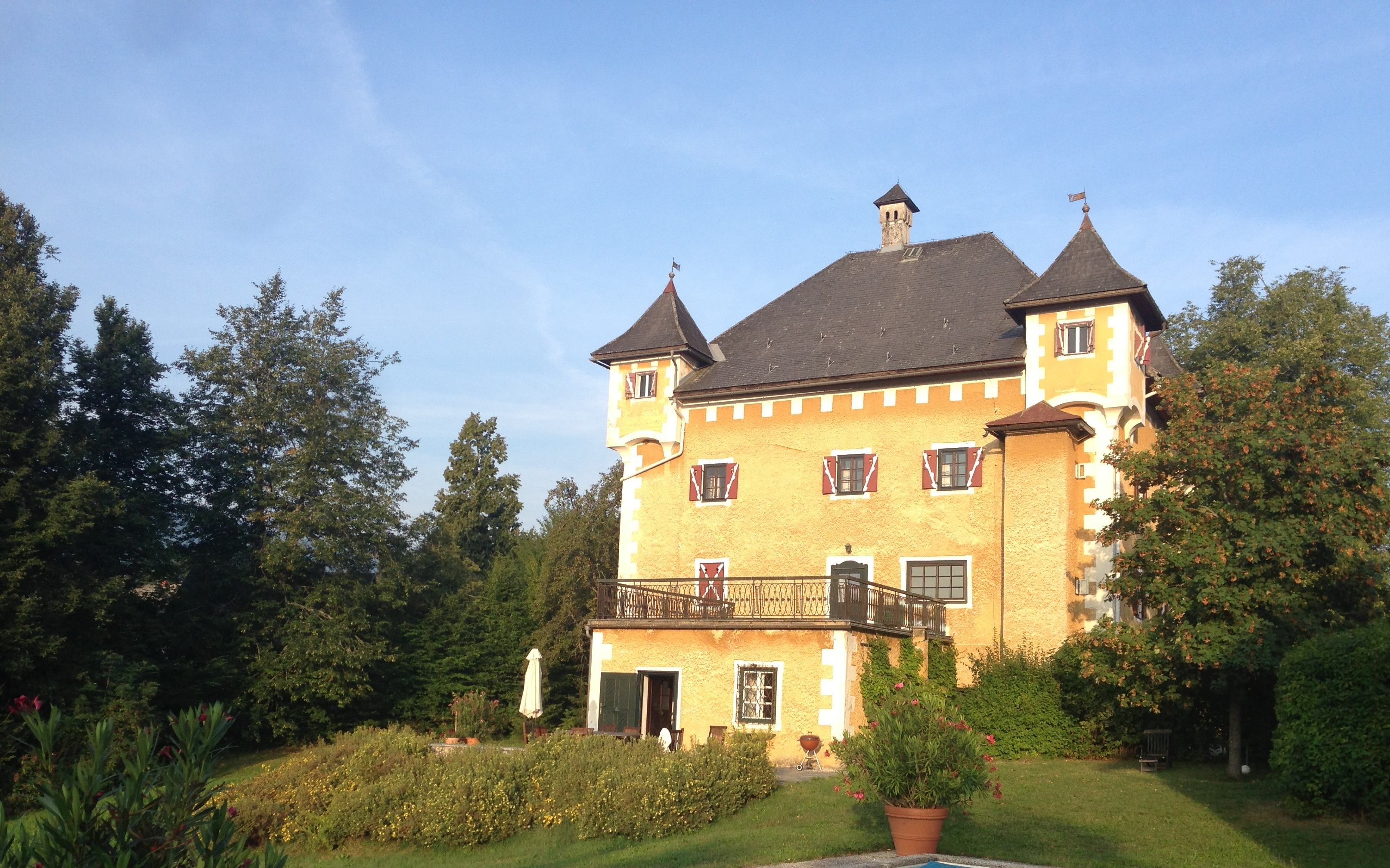
Schloss Greifenstein, Ostseite

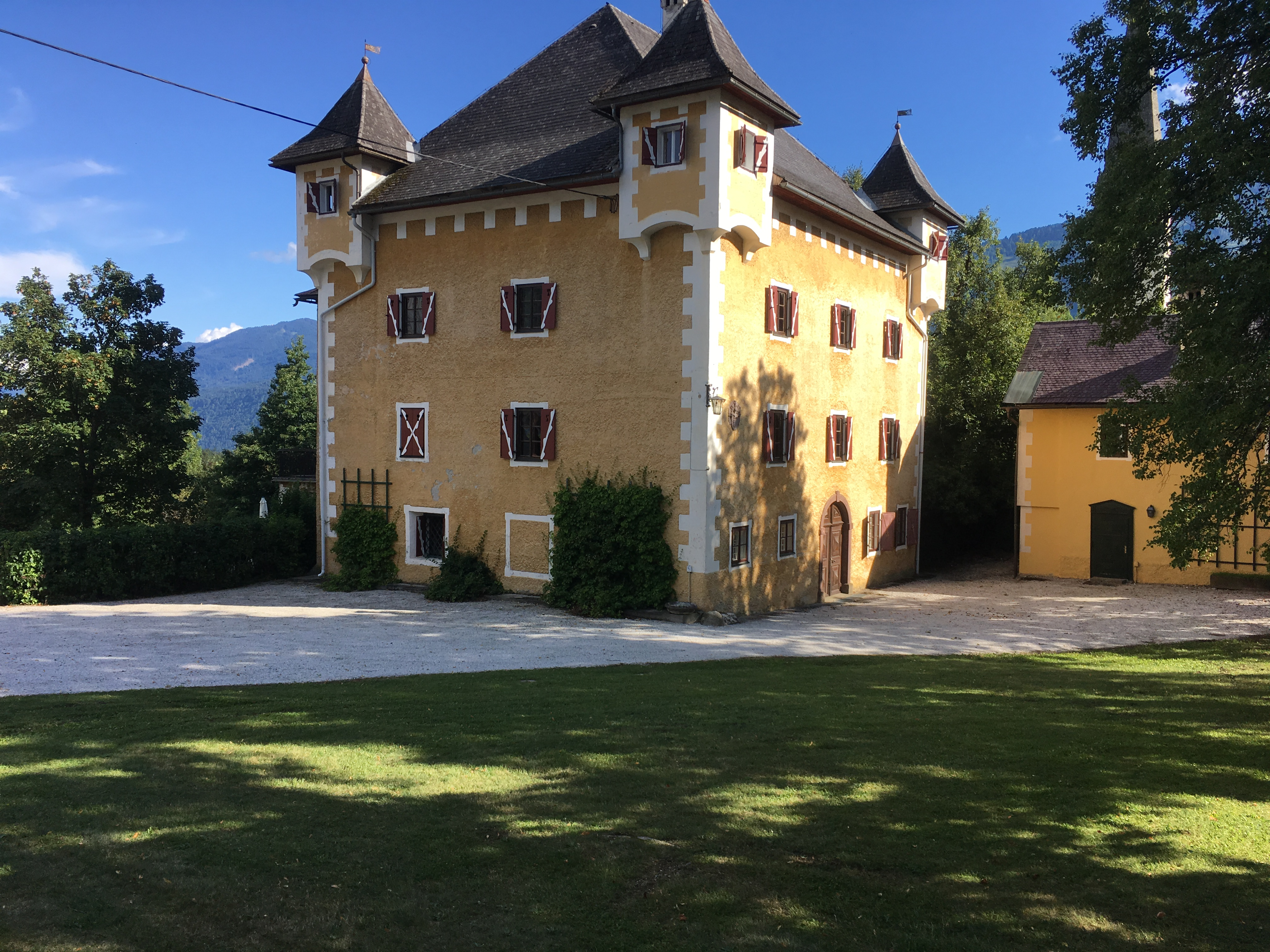
Schloss Greifenstein (2016)

Das Schloss Greifenstein liegt in der Kärntner Gemeinde Sankt Stefan im Gailtal im Ortszentrum neben der Pfarrkirche.

## Geschichte und Beschreibung
Die Geschichte des Schlosses reicht in das 14. Jahrhundert zurück und ist eng mit der Burg und dem Geschlecht der Aichelburg verbunden. Nach der Belehnung des Christoph Vierthaler mit der Aichelburg 1499 kam Greifenstein 1502 als Allodium in den Besitz der Vierthalers, die sich bereits als Herren von Aichelburg bezeichneten. Der „Stock im Gailtal“ war bereits damals ein Steinbau mit rechteckigem Grundriss und diente davor vermutlich seit dem 12. Jahrhundert als Zollhaus.
Im Jahr 1556 bekam der Bau seine heutige Grundgestalt (Jahreszahl über dem Eingangstor), gut zu erkennen auf einem Stich von Johann Weichard von Valvasor aus 1679. Nach Bränden im Jahr 1919 (Ergänzung der Schlossmauer mit den Torbögen, sowie Aufsetzen der Erkertürmchen), 1956 und 1965 (kompletter Umbau des Dachstuhles in ein Walmdach) wurde die Inneneinrichtung erneuert und die Parkanlagen neu gestaltet. Auf der Westseite befindet sich das eingemauerte Wappen der Freiherren v. Aichelburg. Die Anlage besteht neben dem eigentlichen Schlossgebäude aus einem Nebenhaus, welches früher die Schwarzküche war, einer Schlosskapelle und mehreren Stall- und Nutzgebäuden.
Mit nur einer kurzen Unterbrechung (1722 bis 1760: Eigentümerfamilien Grafen v. Grotta, v. Schluga und v. Caspar) war Greifenstein fast 500 Jahre im Besitz der Aichelburgs. Die letzte Besitzerin aus dieser langen Reihe war Marie Elisabeth Freiin von und zu Aichelburg-Zossenegg, verheiratete Freifrau von Dreihann-Holenia. Im Jahre 1996 gelangte das Schloss auf dem Erbwege an die Grafen von Calice. Es kann nicht besichtigt werden.